# نوي مايا
نوي مايا (بالإسبانية: Noé Maya)‏ (2 يناير 1985 بمدينة مكسيكو في المكسيك - ) هو لاعب كرة قدم مكسيكي في مركز الوسط. لعب مع نادي تيخوانا ونادي تيكوس ونادي سان لويس وPetroleros de Salamanca C.F.C. ‏ ونادي كوريكامينوس ‏.

## وصلات خارجية
- نوي مايا على موقع قاعدة بيانات كرة القدم.إي يو (الإنجليزية)